# Antanašė
Antanašė (hist., pol. Antonosze, Antonosz) – wieś na Litwie położona w rejonie rakiszeckim okręgu poniewieskiego, 14 km na wschód od Rakiszek i 2 km na południe od Abeli. Wieś i były majątek położone są nad jeziorem Našys (Naszys).

## Historia
Antonosze były znane w XVI wieku, gdy procesowali się o te dobra w latach 1566–1581 Joachim i Zofia z Giedroyciów Pawłowicze. Słownik geograficzny Królestwa Polskiego przypisuje ich własność w XVIII wieku rodzinie Billewiczów. W 1781 roku Helena Billewiczówna ciwunianka ejragolska, wychodząc za Ignacego Morykoniego (~1760–1823) starostę wiłkomierskiego, wniosła te dobra w dom Morykonich. W 1794 roku należały do Morykonich, później przeszły na własność Platerów. Antonosze od końca XVIII wieku, a co najmniej od 1807 roku należały do rodziny Römerów. Pierwszym ich właścicielem był Michał Józef Römer (1778–1853) marszałek szlachty guberni litewsko-wileńskiej, członek Wolnomularstwa Narodowego i Narodowego Towarzystwa Patriotycznego, mąż (od 1799 roku) Racheli de Raes (1783–1855) podczaszanki trockiej. Po Michale Antonosze odziedziczył ich syn Edward Jan (1806–1878), za uczestnictwo w spisku Szymona Konarskiego około 1838 roku skazany na śmierć, następnie ułaskawiony, zesłany do guberni wołogodzkiej, ponownie więziony w 1863 roku. Po jego śmierci Antonosze przeszły na jego najmłodszego syna z małżeństwa z Zofią Białozorówną (1817–1893), Bronisława Antoniego (1856–1899) żonatego z Marią Dunin-Jundziłł (1869–1902). Ostatnimi właścicielami majątku byli ich dwaj synowie: Maciej Stefan Romer (1890–1955) ożeniony z Marią Teresą Daszkiewiczówną (1889–1953) oraz Bronisław Romer (1891–1918), rotmistrz 1 pułku ułanów I Korpusu Polskiego rozstrzelany przez bolszewików 23 września 1918 w Powieńcu w pobliżu jeziora Onega w czasie przedzierania się do Murmańska. Na przełomie XIX i XX wieku majątek liczył 3270 dziesiecin ziemi.
| rok  | liczba ludności |
| ---- | --------------- |
| 1902 | 111             |
| 1926 | 126             |
| 1957 | 137             |
| 1970 | 138             |
| 1979 | 135             |
| 1984 | 229             |
| 1989 | 288             |
| 2001 | 304             |
| 2011 | 242             |

W majątku Antonosze urodzili się m.in. w 1894 roku brat Macieja i Bronisława Tadeusz Romer i w 1897 roku ich siostra Jadwiga Romer.
Po III rozbiorze Polski w 1795 roku Antonosze, wcześniej wchodzące w skład powiatu brasławskiego województwa wileńskiego Rzeczypospolitej znalazły się na terenie powiatu nowoaleksandrowskiego (ujezdu) guberni litewsko-wileńskiej Imperium Rosyjskiego. Po podziale tej guberni w 1843 roku majątek znalazł się w guberni kowieńskiej. W drugiej połowie XIX wieku należał do gminy Abele. Od 1920 roku Antonosze należą do Litwy, która w okresie 1940–1990, jako Litewska Socjalistyczna Republika Radziecka, wchodziła w skład ZSRR.

## Masakra Żydów w Antonoszach
W pierwszych dniach wojny niemiecko-radzieckiej w majątku byli przetrzymywani Żydzi (głównie kobiety i dzieci). 25 sierpnia 1941 roku 12 litewskich policjantów z Rakiszek i kilku oficerów Gestapo przybyło do wsi. W nocy jeńcy radzieccy wykopali dwa duże doły na skraju lasu w pobliżu lasu Degsnė (około 1,5 km od folwarku). Litewska policja miejska i kolejowa z Abeli zabezpieczyła drogę z dworu do miejsca kaźni. W sumie w masakrze uczestniczyło (w tym w eskortowaniu jak i mordowaniu) 120–160 Litwinów. Żydzi szli na miejsce masakry w kilkunastu około stuosobowych grupach. Przed rozstrzelaniem kazano im się rozebrać. Egzekucje trwały cały dzień, uczestniczyli w nich Litwini z Rakiszek i oficerowie Gestapo. Zginęło 1160 Żydów, w tym 112 mężczyzn, 627 kobiet i 421 dzieci. Za tę operację trzydziestu policjantów z Abeli, 23 strażników z dworca kolejowego Abele i dwudziestu pięciu z innych miejscowości otrzymało nagrody w wysokości 100 rubli każdy.
W miejscu masakry wzniesiono pomnik oraz umieszczono dwie kamienne tablice pamiątkowe z napisami w języku jidysz i litewskim: Tutaj w 1941 r. naziści i ich lokalni pomocnicy zabili 1160 Żydów (dzieci, kobiety, mężczyźni). Pamiętaj o tej strasznej śmierci. Od 1993 roku miejsce to znajduje się w rejestrze Departamentu Dziedzictwa Kulturowego Litwy.

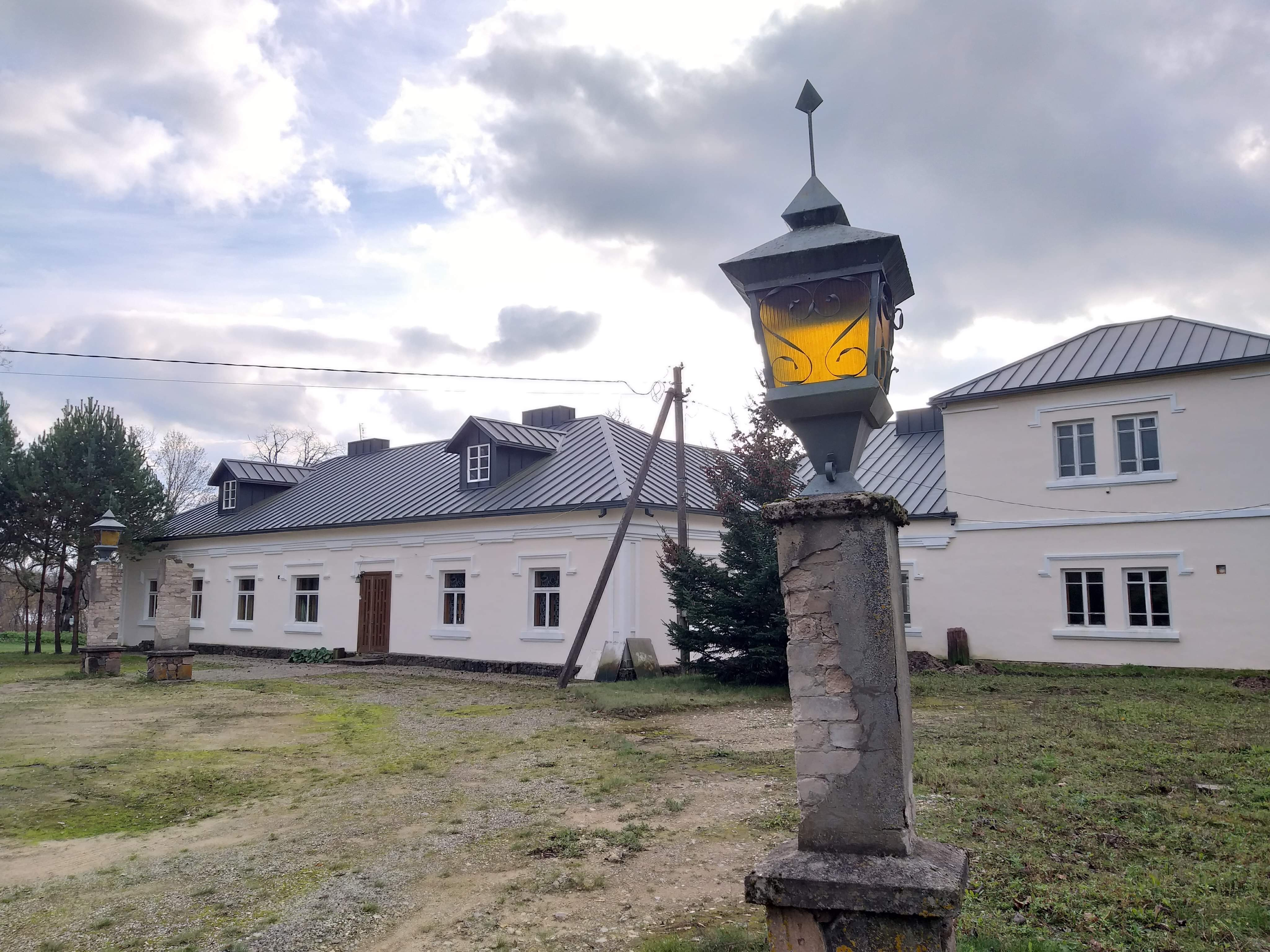
Pałac w 2019 roku

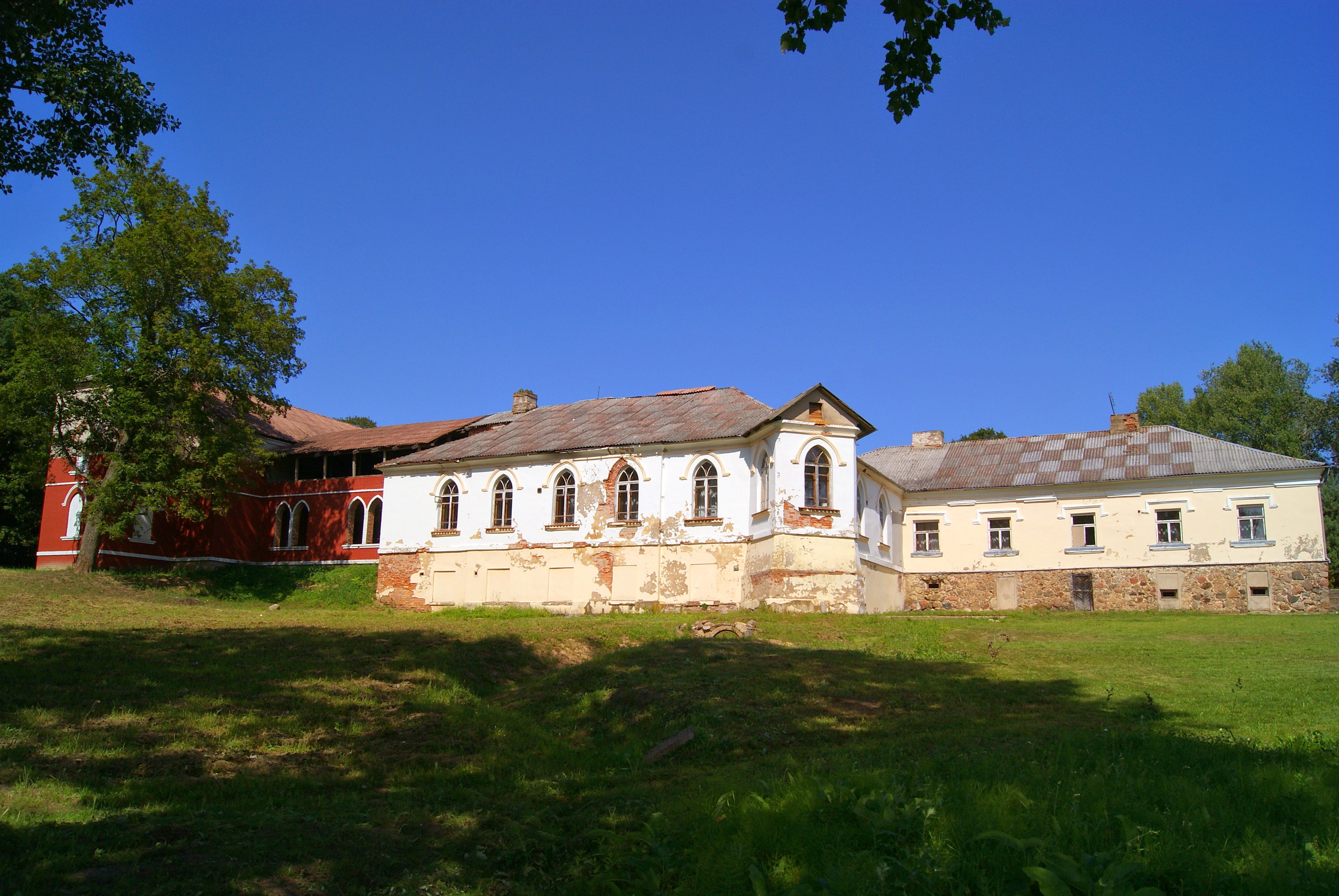
Elewacja ogrodowa, 2014

## Pałac
XVIII-wieczna lub wcześniejsza siedziba majątku spłonęła w 1855 roku. To spowodowało, że Edward Romer rozpoczął budowę nowego pałacu, nadając mu neogotycki charakter. Pałac był założony na rzucie szerokiego prostokąta i składał się z trzech członów: właściwego domu mieszkalnego, wieży wzniesionej przy jego prawym boku, na przedłużeniu frontowej elewacji i pięcioosiowego skrzydła zbudowanego pod pewnym kątem do głównej elewacji po jej lewej stronie. Centralna część mieszkalna była zaledwie sześcioosiowa. Od strony jeziora dom był piętrowy, z dolną kondygnacją zaopatrzoną w niskie prostokątne okna (boczne skrzydło było parterowe, z wysokimi suterenami od strony jeziora). Natomiast górna elewacja części centralnej miała okna zwieńczone ostrymi łukami. Bryła budynku była wzbogacona przez umieszczoną w lewym narożniku środkowej części trójścienną wieżyczkę. Ta główna część pałacu była przykryta wysokim, płaskim, trójspadowym dachem. Przyległa, dwukondygnacyjna wieża była wzniesiona na planie prostokąta lub kwadratu, z mezzaninem między parterem a pierwszym piętrem. Opilastrowane narożniki i płaski dach otoczony blankami nadawały rezydencji jeszcze bardziej neogotycki charakter.
Nic nie wiadomo o XIX-wiecznym wystroju wnętrz. Mieściły one bogate kolekcje zbiorów rodzinnych oraz cenne zbiory pieczęci, tabakierek, pierścieni i obrazów. Archiwum rodzinne, zawierające dokumenty z XVI–XIX wieku w zasadniczej części ocalało.
Pałac stał wśród starego, bardzo rozległego parku krajobrazowego nad jeziorem Naszys. Przed domem był rozległy gazon, od strony jeziora pozostawiono szeroki prześwit w gęstwinie drzew, umożliwiając widok na jezioro. Do pałacu prowadziła aleja obsadzona drzewami liściastymi.
Pałac w znacznej części przetrwał do dzisiejszych czasów. Nie zachowała się wieża (rozebrana w XX wieku), korpus w znacznej części przebudowano, zatracając oryginalny charakter budynku, dobudowano do niego nowe, współczesne skrzydła.
W czasach radzieckich pałac był własnością kołchozu. W budynkach folwarku znajdowały się administracja kołchozu, dom kultury i biblioteka. Po 1990 roku pałac był własnością firmy rolniczej. Później został sprywatyzowany.
Pozostałe fragmenty zespołu pałacowego w Antanašė został w 1992 roku wpisany do rejestru litewskiego dziedzictwa kulturowego i uznany za zabytek architektury o znaczeniu regionalnym.
Majątek Antonosze został opisany w 4. tomie Dziejów rezydencji na dawnych kresach Rzeczypospolitej Romana Aftanazego.